# La Casa de la Criança
La Casa de la Criança fou una escola de nenes i joves fundada a Palma l'any 1510 al carrer Monti-sion per la beguina Isabel Cifra, també coneguda com a Elisabet Cifré.

## Fundació
La fundació de la Casa de la Criança neix amb l'objectiu d'acollir i educar a nenes d'entre 4 i 13 anys.
Elisabet Cifré fou la idearia d'aquesta institució femenina i es rodejà de ciutadans notables amb l'objectiu de dur-la a terme:
- Jaume d'Olesa i Zanglada. Protector de la rectora Elisabet Cifré. Participà en la fundació amb una important contribució econòmica.
- Gregori Genovart. Teòleg, lul·lista, canonge de la Seu (1504-1533) i rector de l'Estudi General Lul·lià (1495-1453). L'any 1507 cedí una casa que tenia en possessió al carrer Monti-sion per tal que s'hi emprengués el projecte de la Criança.
- Guillem Caldentey. Teòleg i professor de Medicina a l'Estudi General Lul·lià. Fou canonge de la Seu entre el 1502 i el 1510. Exercí de confessor espiritual d'Elisabet Cifré després de la mort de Gabriel Mora.
- Gabriel Mora. Prevere de la parròquia de Sant Miquel, notari i confessor d'Elisabet Cifré. Se’l coneix com l'autor de l'obra Notícies sobre la vida, revelacions i virtuts de la Venerable Sor Isabel Cifre.

## Estatuts i activitat
L'any 1518 es publiquen oficialment els Estatuts de la Casa de la Criança i l'11 de febrer del mateix any el bisbe de Mallorca aprova la fundació, reconeixent la institució amb el nom “Cofraria de la Nostra dona de la Criansa”. El nom recorda la instrucció de la Mare de Déu rebuda al Temple de Salomó.
Els Estatuts fan ressò de la vida disciplinada a dins del centre. Reconeixen especial autoritat a la seva rectora I estableixen unes altes quotes per al manteniment de la institució (fet que restringia l'ingrés a nenes provinents de baixos estaments).
Elisabet Cifré fou la directora del centre des de la seva fundació fins a l'any de la seva mort, el 1542.
Durant aquest període el centre assolí un important prestigi. Se sap que ja l'any 1521 el centre acollia un centenar de donzelles, la gran majoria d'elles filles de nobles i cavallers. El prestigi de la Casa de la Criança s'evidencia quan el 10 de juliol de 1537 el rei Carles V interna a Catalina, la filla del rei de Bugia.

## Decadència
L'any 1538 Isabel Cifré feu donació de tots els seus béns a la Casa de la Criança. Després de la seva mort, l'any 1542, ningú arribà a ocupar el seu càrrec de rectora. Els Jurats de la Ciutat I el Capítol General es feren càrrec de la gestió de la institució.
El declivi de l'escola inicia a partir d'aquest moment i amb la desamortització del 1789 inicia el període de decadència. Els nous temps obligaran a reformar els estatuts. Les darrers renovacions es dugueren a terme l'any 1859.
La Casa de la Criança fou el darrer centre d'ensenyament femení de l'Època Moderna a Mallorca.
L'any 1955 s'hi instal·la La Casa General de les Missioneres del Sagrat Cor.